# Roduniella insipida
Roduniella insipida är en insektsart som först beskrevs av Karsch 1896.  Roduniella insipida ingår i släktet Roduniella och familjen gräshoppor. Inga underarter finns listade i Catalogue of Life.